# Elisabeth Eybers
Elizabeth Françoise Eybers (Klerksdorp, Transvaal, 26 février 1915-Amsterdam, 1er décembre 2007) est une poétesse, romancière et journaliste sud-africaine considérée la première poétesse en afrikaans. 
Elle était la fille d'un Nederduits-Hervormde (pasteur de l'Église réformée néerlandaise) et étudia à l'université de Witwatersrand.  Elle travailla comme journaliste et en 1937 se maria avec l'entrepreneur Albert Wessels. Son œuvre est très connue aussi aux Pays-Bas, où elle habita après son divorce en 1961.

## Œuvre
- Belydenis in die Skemering (Aveu au crépuscule, 1936)
- Die stil avontuur (L'aventure silencieuse, 1939)
- Die ander dors (L'autre soif, 1946)
- Tussensang (Interlude, 1950)
- Neerslag (Précipitation, 1958)
- Balans (Balance, 1963)
- Kruis of Munt (Tête ou queue, 1973)
- Bestand (Résidu, 1982)
- Versamelde Gedigte (Poèmes réunis, 1990)
- Tydverdryf/Pastime (1996)